# مردان سیاه‌پوش ۳
مردان سیاه‌پوش ۳ (به انگلیسی: Men in Black 3) یک فیلم سه‌بعدی علمی-تخیلی و کمدی محصول آمریکا و با بازی ویل اسمیت و تامی لی جونز می‌باشد. این فیلم پس از ۱۰ سال از انتشار مردان سیاه‌پوش ۲ و ۱۵ سال از انتشار مردان سیاه‌پوش (۱۹۹۷)، در ۲۵ مه ۲۰۱۲ اکران شد. بازیگران فیلم شامل جاش برولین، اما تامسون و آلیس ایو می‌باشند. همچنین بری ساننفلد در مقام کارگردان، ایتان کوئن نویسنده و استیون اسپیلبرگ تهیه‌کننده این فیلم می‌باشند.

## داستان
یک موجود فضایی خلافکار به نام «بوریس» که در ماه زندانی شده بود از زندان فرار می‌کند و به زمین می‌آید تا انتقام دست قطع شده را از «مأمور کی» بگیرد و به همین علت در زمان سفر می‌کند و مأمور کی را در گذشته می‌کشد. «مأمور جی» در زمان حال از کشته شدن مأمور کی در گذشته اطلاع پیدا می‌کند و به زمان قبل از کشته شدن مأمور کی می‌رود تا مأمور کی در زمان حال بازگردد.

## بازاریابی

### بازی ویدئویی
اکتیویژن از توسعه یک بازی ویدئویی بر اساس این فیلم، با نام مردان سیاه‌پوش: بحران بیگانه (MIB: Alien Crisis) خبر داد. تاریخ انتشار این بازی ۲۲ مه ۲۰۱۲ اعلام شده است.

### قطعه آهنگ
ترانهٔ «برگشت به‌موقع» به عنوان اولین تک‌آهنگ فیلم در ۲۶ مارس ۲۰۱۲ منتشر شد. پیت‌بول رپر این آهنگ می‌باشد.